# Tuberonotha strenua
Tuberonotha strenua är en insektsart som först beskrevs av Carl Eduard Adolph Gerstäcker 1894. 
Tuberonotha strenua ingår i släktet Tuberonotha och familjen fångsländor. Inga underarter finns listade i Catalogue of Life.